# Aeschynomene amorphoides
Aeschynomene amorphoides là một loài thực vật có hoa trong họ Đậu. Loài này được (S.Watson) Robinson miêu tả khoa học đầu tiên.